# Stiftelsen Activa
Stiftelsen Activa i Örebro län bildades 1989. Huvudmän är Region Örebro län  och Örebro kommun, vilka också är representerade i styrelsen. Stiftelsen Activa har fyrtio anställda och har verksamhet i Örebro läns alla tolv kommuner.
Activas uppdrag är att stödja arbetslösa som på grund av funktionsnedsättning och/eller långvarig ohälsa har svårt att få fäste på arbetsmarknaden. De arbetssökande kommer till Activa via arbetsförmedlingen, försäkringskassan eller kommunal verksamhet.
Activa utbildar också professionella utövare inom sitt verksamhetsområde främst i metoderna Supported employment och IPS, Individual placement and support.